# Ministerstwo Edukacji, Nauki i Sportu Republiki Litewskiej
Ministerstwo Edukacji, Nauki i Sportu Republiki Litewskiej (lit. Lietuvos Respublikos švietimo, mokslo ir sporto ministerija) – litewski urząd administracji rządowej, utworzony 11 listopada 1918. Misją ministerstwa jest realizacja polityki państwa w dziedzinie edukacji, nauki i badań.

## Lista ministrów (po 1990)

### Ministrowie kultury i edukacji
- Darius Kuolys (niezależny) (od 17 marca 1990 r. do 26 listopada 1992 r.)
- Dainius Trinkūnas (niezależny) (od 12 grudnia 1992 r. do 9 czerwca 1994 r.)

### Ministrowie edukacji i nauki
- Vladislavas Domarkas (niezależny) (od 9 czerwca 1994 r. do 19 listopada 1996 r.)
- Zigmas Zinkevičius (niezależny) (od 4 grudnia 1996 r. do 1 maja 1998 r.)
- Kornelijus Platelis (niezależny) (od 1 maja 1998 r. do 9 listopada 2000 r.)
- Algirdas Monkevičius (SL) (od 27 października 2000 r. do 15 grudnia 2004 r.)
- Remigijus Motuzas (LSDP) (od 29 listopada 2004 r. do 1 czerwca 2006 r.)
- Roma Žakaitienė (LSDP) (od 18 lipca 2006 r. do 27 maja 2008 r.)
- Algirdas Monkevičius (SL) (od 27 maja 2008 r. do 28 listopada 2008 r.)
- Gintaras Steponavičius (LS) (od 28 listopada 2008 r. do 13 grudnia 2012 r.)
- Dainius Pavalkis (DP) (od 13 grudnia 2012 r. do 11 maja 2015 r.)
- Audronė Pitrėnienė (DP) (od 2 czerwca 2015 r. do 13 grudnia 2016 r.)
- Jurgita Petrauskienė (od 13 grudnia 2016 r. do 7 grudnia 2018 r.)